# Ялынлы, Латиф
Лати́ф Ялынлы́ (тур. Latif Yalınlı; 1906 — 5 февраля 1965) — турецкий футболист, играл на позиции нападающего. Участник летних Олимпийских игр 1928 года.

## Биография

### Клубная карьера
Начинал карьеру в клубе «Сулемание». В 1928 году перешёл в «Галатасарай», с которым 2 раза выигрывал Стамбульскую лигу. Всего за четыре проведённых сезона за «львов» сыграл 25 матчей и забил 21 гол.

### Карьера в сборной
Дебютировал за сборную Турции 17 июля 1927 года в товарищеском матче со сборной Болгарии — тот матч завершился со счётом 3:3, а Ялынлы отметился дублем. Принимал участие на олимпийском футбольном турнире 1928 года, но на поле не выходил. Всего за сборную Турции сыграл 3 матча и забил 3 гола.

### Смерть
6 февраля 1965 года был найден мёртвым в собственном доме. Было установлено, что его смерть наступила из-за отравления нервно-паралитическими отравляющими веществами.

## Достижения
«Галатасарай»
- Чемпион Стамбульской лиги (2): 1928/29, 1930/31